# Isagogé (revista)
La revista Isagogé fue una revista de investigación y divulgación científica nacida en la ciudad de Córdoba (España) que editó el Instituto Ouróboros con la colaboración económica del Ayuntamiento de Córdoba y ocasionalmente de la Librería Anaquel de Córdoba.
Tenía una periodicidad anual. El primer número, el 0, apareció en 2004 —aunque en su portada figura como 2003— y el último en 2011, puesto que la revista aparecía a comienzos de cada año y recogía los contenidos del anterior.
En esta publicación se incluían trabajos de investigación, artículos de divulgación, ensayos de análisis y opinión, reseñas de libros, películas y música, poesía y relato corto. La temática de la revista era multidisciplinaria, desde historia, las teorías físicas, biológicas o matemáticas hasta los análisis sociológicos, artísticos o artículos de interés general.
En ocasiones, se han ofrecido números con dosieres monográficos: por ejemplo, sobre el Año Internacional de la Física en el n.º 1, o sobre el Congreso Internacional de Matemática y entrega de la Medalla Fields en el n.º 3.
Depósito Legal: CO 259-05 ISSN 1885-2475